# أرض المستعمرة

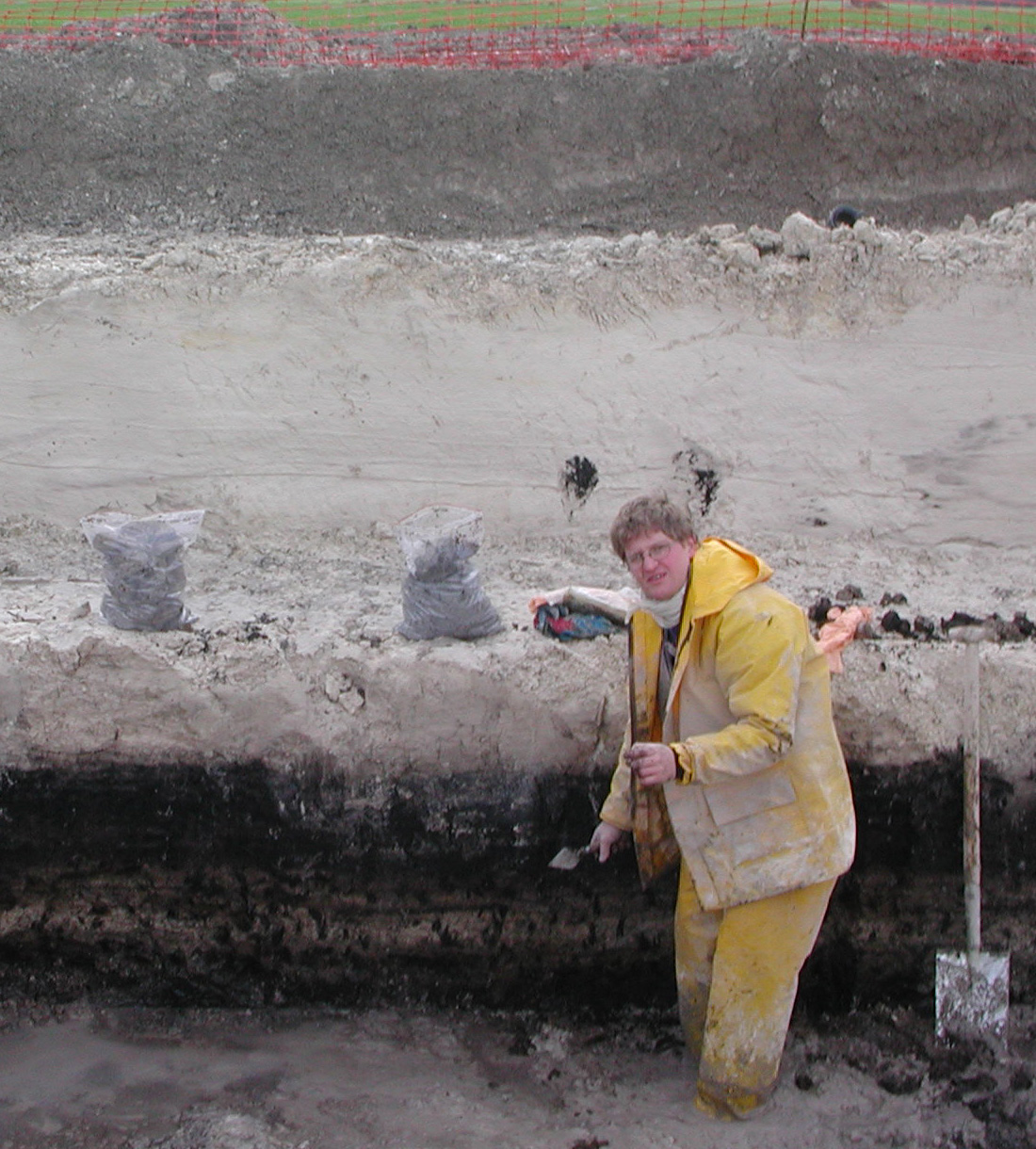
يقوم عالم الآثار الجيولوجية بتحليل طبقات الأرض على مسار خط السكك الحديدية عالية السرعة لشركة LGV Est.

أرض المستعمرة هي مجموعة من الرواسب التي يُعتقد أنها تمثل مستوطنةً في أحد المواقع الأثرية. وبشكلٍ عامٍ، قد تحتوي على نفاياتٍ منزليةٍ، وشقفٍ فخاريةٍ، وأدواتٍ، وبقايا حيوانات، ورمادٍ/ فحم نباتي من المواقد والأفران. قد تصبح أرض المستعمرة مكونةً من طبقاتٍ، حيث يتم تمثيل أكثر من فترة استيطانٍ واحدةٍ.
ويعتقد أن ديدان الأرض كانت تلعب دورًا هامًا في ظهور أرض المستعمرة. فالديدان تخترق أرضيات المباني وتترك طبقةً من فضلاتها على السطح، ثم تستعمر هذه الطبقة المزيد من الديدان حيث تؤدي أفعالها إلى دفن العملات المعدنية والقطع الأثرية الأخرى.